# Isonychus nubeculus
Isonychus nubeculus är en skalbaggsart som beskrevs av Frey 1969. Isonychus nubeculus ingår i släktet Isonychus och familjen Melolonthidae. Inga underarter finns listade i Catalogue of Life.